# Serranos
Serranos este un oraș în Minas Gerais (MG), Brazilia.